# Галичский замок (Словакия)
Галичский замок (словац. Haličský zámok) — словацкий замок в деревне Галич, расположенной в 8 км на запад от города Лученец. Замок построен в стиле барокко.

## История
В Средние века на месте современного замка стоял замок, упомянутый впервые в 1450 году. В конце XV века замок снесли, а в 1554 году на его месте семья Форгах построила новый. В XVIII веке он был перестроен в стиле барокко.